# Aleksander Codello
Aleksander Czesław Codello (ur. 10 listopada 1906 w Siedlance, zm. 19 stycznia 1975) – polski doktor historii, nauczyciel.

## Życiorys
Aleksander Czesław Codello urodził się 10 listopada 1906 w Siedlance koło Kolbuszowej 10 listopada 1906 jako syn Józefa (1880-1945, ur. w Stryju, c. k. oficjał podatkowy, kancelista skarbu, urzędnik inspektoratu skarbowego) i Bronisławy Marii z domu Kaczka (1888-1965, ur. w Mchawie). Ród Codellów wywodził się z Włoch, zaś w XIX wieku ojciec Józefa przybył na teren zaboru austriackiego w grupie specjalistów budujących mosty kamienne w Małopolsce Wschodniej. Rodzina zamieszkiwała w Sanoku w domu przy ulicy Płowieckiej nad Potokiem Płowieckim. Aleksander Codello miał rodzeństwo, m.in. braci Eugeniusza (ur. 1898), Adama (1910-2006), Wincentego (ur. 1912), siostry Marię (ur. 1908, nauczycielka, żona nauczyciela Józefa Wilczewskiego), Janinę (ur. 1917), Leopoldynę (1922-1995). Po wybuchu I wojny światowej od 7 listopada 1914 Józef Codello wraz z sześcioma bliskimi przebywał w Petrovicach (obecnie powiat Przybram).
Aleksander Codello w 1925 zdał egzamin dojrzałości w Państwowym Gimnazjum im. Królowej Zofii w Sanoku (w jego klasie byli m.in. Władysław Miller oraz bracia Leopold i Włodzimierz Musiałowie). Studiował historię i filologię polską na Wydziale Filozoficznym Uniwersytetu Jagiellońskiego. Uzyskał tytuł naukowy doktora na podstawie pracy dotyczącej polityki Paców napisanej pod kierunkiem prof. Władysława Konopczyńskiego i obronionej w 1931.
W Sanoku pracował jako nauczyciel historii w Miejskim Prywatnym Seminarium Nauczycielskim Żeńskim w Sanoku (na przełomie lat 20. i 30.) i w Gimnazjum Żeńskim im. Emilii Plater w Sanoku od 1930 do 1934. Był członkiem wspierającym Katolicki Związek Młodzieży Rękodzielniczej i Przemysłowej w Sanoku i współpracował z tym stowarzyszeniem. Od 1934 przebywał w ramach stypendium na Łotwie, prowadząc badania naukowe dotyczące historii obszaru litewskiego z czasów VIII wieku. Następnie do końca lat 30. był nauczycielach w szkołach średnich Rzeszowa. 7 stycznia 1938 został zatrudniony jako nauczyciel kontraktowy w II Państwowym Gimnazjum w Rzeszowie, gdzie w roku szkolnym 1937/1938 wykładał język polski oraz gry i zabawy, a ponadto był instruktorem zespołu Straży Przedniej, opiekunem Czytelni uczniów samorządu uczniowskiego (tym samym przejął obowiązki urlopowanego nauczyciela Ludwika Bojczuka). Po wybuchu II wojny światowej działał w ramach tajnego nauczania na terenie Sanoka, Tarnobrzega, Miechowa.
Po wojnie nadal pracował jako nauczyciel gimnazjalny w Rzeszowie. Publikował prace historyczne, m.in. na temat historii miasta Rzeszowa, Julian Goslara, rozwoju szkolnictwa i życia kulturalno-oświatowego, artykuły (w wydawnictwach, „Kwartalnik Rzeszowski”, „Rocznik Sanocki”), recenzje. W 1966 został członkiem Komisji Nauk Historycznych oddziału rzeszowskiego Polskiej Akademii Nauk. Był w składzie redakcji „Rocznika województwa rzeszowskiego”. W 1948 był jednym z założycieli Oddział w Rzeszowie Polskiego Towarzystwa Krajoznawczego, a ponadto współorganizował w tym mieście oddział Polskiego Towarzystwa Historycznego (został jego członkiem honorowym), Towarzystwo Regionalne Ziemi Rzeszowskiej, Polskiego Towarzystwa Kultury i Sztuki. Od 1957 do 1962 był członkiem zarządu Rzeszowskiego Towarzystwa Przyjaciół Nauk.
Zamieszkiwał pod adresem Czekaj 217 w Rzeszowie. Zmarł 19 stycznia 1975. Jego żoną była Maria, z którą miał synów, w tym Andrzeja.

## Publikacje
- Julian Goslar
- Wieszcz grajgóry
- Rzeszowskie w dobie Wiosny Ludów
- Piotr Galiński (Polski Słownik Biograficzny)
- Pacowie wobec opozycji Jerzego Lubomirskiego
- Zbiegostwo mieszczan rzeszowskich
- Mieszczanie i chłopi rzeszowscy w czasach saskich
- Polska Piastów – Polska Jagiellonów. „Dziennik Urzędowy Kuratorium Okręgu Szkolnego Rzeszowskiego”, s. 161–162, nr 9/1946.
- Pięć wieków miasta Rzeszowa (1958, jeden z czterech współautorów)[39]
- Konfederacja wojskowa na Litwie w latach 1659–1663 (w: Studia i Materiały do Historii Wojskowości 6/1960)[48]
- Rok 1848 w Sanockiem (notatki po prof. Miękiszu) (w: Rocznik Sanocki 1963; autor: Tadeusz Miękisz)[49]
- Rywalizacja Paców i Radziwiłłów w latach 1666–1669 (w: Kwartalnik Historyczny 71/4 1964)
- Litwa wobec polityki bałtyckiej Sobieskiego w latach 1675–1679 (w: Kwartalnik Historyczny 74/1 1967)
- Działalność Juliana Goslara w Sanockiem w świetle jego spuścizny pisarskiej (1845-1849) (w: Rocznik Sanocki 1963)[50]
- Samorząd miasta Rzeszowa 1867–1914 (1967)[51]
- Litwa wobec polityki bałtyckiej Sobieskiego w latach 1675–1679 (w: Kwartalnik Historyczny R. 74, 1/1967)
- Hegemonia Paców na Litwie i ich wpływy w Rzeczypospolitej 1669-1674 (w: Studia Historyczne 13/1970)[52]
- Litwa wobec wojny z Turcją 1672–1676 (w: Studia i Materiały do Historii Wojskowości 14/1968)[53]

## Odznaczenia i nagrody
- Medal Komisji Edukacji Narodowej[28]
- Nagroda przyznana przez Ministra Wyznań Religijnych i Oświecenia Publicznego (za pracę doktorską)
- Nagroda twórcza Wojewódzkiej Rady Narodowej w Rzeszowie w dziedzinie nauki (1959)[39]